# Azeta reuteri
Azeta reuteri là một loài bướm đêm trong họ Erebidae.